# Darío Sanz de Nicolás
Darío Sanz de Nicolás (geboren am 28. Dezember 2003 in León) ist ein spanischer Handballspieler, der auf der Spielposition Linksaußen eingesetzt wird.

## Vereinskarriere
Der aus León stammende Sanz spielt in seiner Heimat bei Ademar León. Seit 2020 steht er im Aufgebot der ersten Männermannschaft. In der Spielzeit 2022/23 debütierte er in Spaniens höchster Spielklasse, der Liga Asobal.

## Auswahlmannschaften
Darío Sanz stand im Aufgebot spanischer Auswahlmannschaften, erstmals am 15. Dezember 2017 mit der promesas selección.
Mit der Jugendnationalauswahl bestritt er von Februar 2020 bis August 2021 insgesamt 22 Spiele, in denen er 54 Treffer erzielte. Mit dieser Mannschaft gewann er die Mittelmeermeisterschaft 2020 in Athen und wurde in das All-Star-Team des Turniers gewählt. Auch bei der U-19-Handball-Europameisterschaft der Männer 2021 in Varaždin, bei der die Spanier Platz 3 belegten, stand er im Aufgebot.
Seit Januar 2023 läuft er für die spanische Juniorenauswahl auf.